# Pietcong
Pietcong (Kofferwort aus Pietist und Vietcong), eingedeutscht Pietkong oder Piet-kong, ist eine in den 1970er Jahren entstandene eher abwertende, aber auch satirisch gemeinte Bezeichnung für in ihrer Frömmigkeit radikal auftretende Pietisten. Die Bezeichnung ist verbreitet in bestimmten protestantischen Regionen (z. B. im nördlichen Schwaben sowie im Nord- und Hochschwarzwald im Gebiet von Altwürttemberg), jedoch allgemein und nicht auf eine bestimmte Gruppierung beschränkt.
Die Dudenredaktion verweist auf die „Glaubensstrenge und Anspruchslosigkeit“ insbesondere der pietistisch geprägten Hochburg Tübingen.

## Rezeption
Der Begriff war zunächst linksreligiös konnotiert. So veröffentlichte Günter Ewald in den frühen 1970er Jahren die Schrift Achtung Pietkong – Im Dickicht einer Hochschule – Gemeinde im Kohlenkeller während seiner Studentenzeit an der Ruhruniversität in Bochum. Der sogenannte „Kohlenkellerklub“ ging aus den Protesten der westdeutschen Studentenbewegung der 1960er Jahre hervor, die sich zunehmend aufspaltete.
Der SPD-Politiker Herbert Wehner bezeichnete seinen Parteigenossen Erhard Eppler so und bezog sich auf dessen pietistische Herkunft sowie dessen idealistischen Kampfgeist. Günter Bannas bezeichnete dies in einem Nachruf der FAZ folgendermaßen:

„Eppler gehörte zu jenen, die das Konzept der bloßen ‚Entwicklungshilfe‘ um den Aspekt der ‚wirtschaftlichen Zusammenarbeit‘ erweiterten, die nicht ein verlängerter Arm der Außenpolitik sein sollte. Er tat es aus idealistischen Gründen, weshalb Herbert Wehner für ihn die Kennzeichnung ‚Pietkong‘ erfand. Diese Verbindung von protestantischem Pietismus und kommunistischen Vietkong war ziemlich distanziert gemeint. Als Brandt gegangen war, ging auch Eppler – wegen Helmut Schmidt.“

Der in einer katholischen Vertriebenenfamilie in Nürtingen aufgewachsene Fernsehsatiriker Harald Schmidt sagte in einem Interview der FAZ 2011:

„Württemberg hat einen großen Vorteil, das ist der, wie es dort heißt, Pietcong, der Pietismus auch in der Hardliner-Variante, der ja letzten Endes bis zur evangelischen Pfarrerstochter Gudrun Ensslin führt.“

In der Politologie wird die Frage diskutiert, ob der Einfluss des Pietismus eine Auswirkung auf das Wahlverhalten, insbesondere der rechtspopulistischen Partei AfD hat. Der Politologe Alexander Hensel äußerte 2016 eine solche Vermutung in der Stuttgarter Zeitung. Der Politologe Michael Lühmann sagte 2020 im Spiegel: „Die Kirchen sind hier immer noch sehr gut gefüllt und ein bedeutender gesellschaftlicher Akteur.“ Stuttgart sei eingebettet in einen historisch gewachsenen Pietismus. Er bezeichnete diese Regionen wie auch Teile Sachsens als „Bible Belt“ der Bundesrepublik, in denen „Renitenz und Protest“ seit Jahren reiften und die zudem zuletzt zu Hochburgen der AfD geworden seien.